# 15338 Dufault
A 15338 Dufault (ideiglenes jelöléssel 1994 AZ4) a Naprendszer kisbolygóövében található aszteroida. A Spacewatch projekt keretében fedezték fel 1994. január 5-én.